# Другий Номер Боб
Роберт Андерданк Тервіллігер (англ. Robert Onderdonk Terwilliger), відоміший під псевдонімом Другий Номер Боб (англ. Sideshow Bob). Озвучений Келсі Граммером, який отримав за цю роль «Еммі» в 2006 році.
Отримав своє прізвище на честь бульвару Тервіллігер у Портленді, де виріс Мет Ґрейнінґ.
Спочатку грав у серіалі невелику роль — був актором другого плану у шоу клоуна Красті, надалі перетворився на лиходія, одержимого ідеєю вбивства Барта Сімпсона, хоча насправді він не може вбити хлопчика. Примітні особливості Боба: неслухняне яскраве волосся, ступні величезного розміру і приголомшливий голос.                                                                                                                                                                                                                                                                                                                                       

## Біографія
Боб ніколи не планував присвятити себе шоу-бізнесу, він успішно закінчив Єль і міг присвятити себе серйознішим заняттям. Він пішов на кастинг шоу клоуна Красті, тільки щоб підтримати свого брата Сесіла (озвучений Девідом Хайд Пірсом, колегою Граммера за телесеріалом Фрейзьєр, у якому Граммер грав доктора Фрейзьєра Крейна), який з п'ятирічного віку мріяв стати клоуном (цікаво, що Сесіл закінчив Принстонський університет, з яким змагається Єль і який Боб назвав «коледжем для клоунів»). Тим не менш Красті подумав, що Боб підходить для такої кар'єри набагато більше, ніж його брат.
Роки йшли, і Боба став злити той факт, що популярність Красті затемнює його. Він бул талановитим і жадав більшого. Зрештою, він не витримав конкуренції і підставив Красті, пограбувавши магазин «Квікі-Март» у його костюмі. Після того, як Красті заарештували, Боб взяв шоу у свої руки і намагався зробити його кращим, читаючи дітям класичну літературу і співаючи пісні. Аудиторія погано сприйняла новий формат передачі, рейтинги впали, після чого Барт допоміг довести невинність Красті і повернути його на телебачення, а Боба відправили у в'язницю. Таким чином, після серії «Красті попався», Боб перестав бути фігурою шоу-бізнесу і перетворившись на злодія, який одержимий жадобою помсти. Тим не менш, вже після того, як його посадили до в'язниці (серія «Чорний вдівець»), він отримав «Еммі» як найкращий комедіант другого плану.
Зазвичай сюжет серій про Другого Номера Боба побудований за таким планом: вихід з в'язниці, план помсти, сама спроба помститись, яка іноді містить спробу вбивства і запобігання злочинів Боба Бартом (часто з допомогою Ліси). Боб схиблений на ідеї вбивства Барта: він кидає дротики і ножі у його фотографії і має декілька татуювань на тему вбивства хлопчика… Тим не менш, у серії «Добрий поганий детектив», коли йому підвернулася реальна можливість розквитатись зі своїм ворогом, Боб не зміг зробити цього, пояснюючи свою поведінку тим, що він занадто звик до Барта.
Деякий час був чоловіком Сельми Був'є, з якою познайомився за листуванням. Намагався вбити її заради грошей, але Сімпсонам вдалось допомогти Сельмі.
Боб дуже розумний і талановитий: він говорить на санскриті, французькій, іспанській і італійській. Чудово співає: виконання арії «Смійся, блазень, над розбитою любов'ю» з опери Леонкавалло «Блазні» зворушив Гомера до сліз. Має деякі навички акробатики і пантоміми, які він не соромився демонструвати під час своєї виборчої кампанії. Знавець літератури і філософії, цитував Чотири Благородні Істини буддизму.
Втомившись від своїх невдалих злочинів, у серії «Італійський Боб», він вирішує почати життя з чистого аркуша і переїжджає в Сальсиччию — невелике село в Тоскані, але незабаром Сімпсони знов вимушують його пригадати свою лиходійську суть.

## Серії, у яких Боб грав значну роль
Другий Номер Боб — унікальний персонаж у Сімпсонах, він не використовується в серіях для розвитку сюжетів другого плану. Це можна пояснити тим, що Боб майже завжди сидить у в'язниці і кожна його дія на волі стає подією. Тому він або з'являється мигцем, на декілька секунд, або стає зіркою серії, на якій концентрується весь сюжет, як в наступних серіях:
- Красті попався (1990) — дебют Боба як лиходія. Під виглядом клоуна Красті він грабує магазин «Квікі-Март» і сам стає ведучим його шоу. Барт викриває його і Боба заарештовують.
- Чорний вдівець (1992) — Сельма вирішує вступити у програму листування з ув'язненими і знайомиться з Бобом. Він стверджує, що любов Сельми повністю змінила його і пропонує їй руку і серце. Але під час медового місяця він робить спробу вбити дружину, щоб отримати її гроші. У останню секунду Барт встигає врятувати тітку, а Боб знову вирушає у в'язницю.
- Мис страху (1993) — Боб переслідує Барта і Сімпсони вимушені переселятися, щоб залишатися в безпеці. Проте Тервіллігер наздоганяє їх і готується вбити Барта, але хлопчик відволікає його проханням виконати дуже довгий музичний номер (всі арії з комічної опери Корабель «Лють»). Виграного часу вистачає на те, щоб шеф Віггам заарештував Боба. У цій серії також вперше з'являється сцена, де Боб стає на граблі.
- Другий Номер Боб Робертс (1994) — Боб стає кандидатом в мери Спрингфілда від республіканців, виграє вибори і зловживає новопридбаною владою, щоб нашкодити сім'ї Симпсонов. Але Ліса раптово виявляє махінації з голосами виборців і Боб вирушає назад у в'язницю.
- Останнє сяяння Другого Номера Боба (1995) — Другий Номер Боб краде атомну бомбу з Спрингфілдської авіабази, щоб погрозами змусити адміністрацію закрити всі телеканали в місті. Красті порушує заборону на телемовлення і Боб намагається висадити бомбу, але вона не спрацьовує, так як її термін придатності закінчився в листопаді 1959 року. Тоді, узявши в заручники Барта, Боб на літаку братів Райт вирушає знищувати Красті, але ця місія закінчується невдачею.
- Брат з інших серій (1997) — після виходу з в'язниці Боба наймає на роботу його брат Сесіл, з яким він не бачився довгі роки. Разом вони керують спорудою греблі, але Барт і Ліса стежать за кожним кроком Боба, не довіряючи йому, і з'ясовують, що Боб хоче висадити греблю і знищити все місто. Але насправді це Сесіл хоче підставити брата і помститися йому за розбиту мрію стати клоуном. Барт, Ліса і Боб зривають злочин, але Боба все-таки садять у в'язницю разом з братом.
- День нахаби (2001) — Боб намагається помститися Красті і гіпнотизує Барта, щоб хлопчик підірвав клоуна разом з собою. Але в останню мить Красті в прямому ефірі вибачається перед колишнім напарником за весь біль, який заподіяв йому і Боб відмовляється від своїх планів.
- Добрий поганий детектив (2002) — після того, як невідомий кілька разів робить замах на життя Гомера, шеф Віггам вимушений запросити Боба як консультанта для розслідування. Його поселяють у будинку Сімпсонів, щоб він міг бути постійно поряд з Гомером і засікти злочинця. На карнавалі Марді Гра таємничого переслідувача ловлять, їм виявляється Френк Граймс молодший. Тим часом Боб ховається з ножем в кімнаті Барта, щоб вбити хлопчика, але у результаті розуміє, що не зможе цього зробити, і виконує пародію на пісню I've Grown Accustomed to Her Face з фільму Моя прекрасна леді.

Боб, його дружина Франческа і син Джино

- Італійський Боб (2005) — у своїй поїздці Італією Сімпсони випадково натикаються на Другого Номера Боба, що став мером невеликого села під назвою Сальсиччия. Він розповідає їм, що вирішив почати нове життя і тому переїхав до Тоскани, де його великі ступні згодилися йому при виготовленні вина, жителі села полюбили його і вибрали своїм мером. У нього прекрасна наречена Франческа і маленький син Джино, такий самий лиходій, як батько. Але його нова сім'я не знає про його кримінальне минуле. Боб пропонує Сімпсонам свою допомогу взамін на їх мовчання, але Ліса, ковтнувши трохи вина під час свята, все-таки видає його. Тоді під тиском Франчески Боб оголошує вендету проти Сімпсонів, але їх рятує від вірної смерті в Колізеї клоун Красті.
- Похорон для диявола (2007) — Боб хоче підірвати Сімпсонів, але його план зривається. Але, переконавши суддів у своїй невинності, Боб підлаштовує свою смерть, роблячи винним Барта.
- Боб за наступними дверима (2010) — у Сімпсонів з'являється новий сусід — Уолт Воррен. Голос Уолта підозріло схожий на голос Боба, і Барт вирішує, що це і є Боб. Сімпсони вирушають у в'язницю, де їм показують Другого Номера Боба, що сидить у ізоляторі. Барт заспокоюється, а тим часом Боб втікає з в'язниці, а Уолт Воррен запрошує Барта на бейсбол, і дорогою розкриває хлопчикові всю правду. Уолт Воррен був сусідом по камері Боба, і Боб, вивчивши підручник з пластичної хірургії, змінив місцями своє обличчя і обличчя сусіда по камері. У результаті черговий злочинний план Боба вдається зірвати, тому що Барт так і не став довіряти новому сусідові, і перед від'їздом встиг подзвонити у поліцію.
- Маленький будиночок жахів на дереві (Сезон 27 епізод 5) він нарешті вбиває Барта, але потім реанімує його. В 5 епізоді 35 сезону він знову вбиває Барта, чим наносить психологічну травму Лізі, яка стала свідком цього. Ставши дорослою вона робить серію вбивств, та за допомогою Меггі потрапляє до вʼязниці, де сидить Боб, вбиваючи його у той самий спосіб, яким він вбив Барта.

## Незначні появи
- Зрадницька голова (1990) — з'являється в шоу клоуна Красті, яке Барт дивиться по телевізору, у нього афро-зачіска; пізніше, коли громадяни оточили Барта біля статуї Джебедії Спрінгфілда, волосся Боба мало звичну форму.
- Барт отримує «одиницю» (1990) — Боба можна побачити серед людей, що співають і водять хоровод (не зважаючи на те, що в цей час він має бути у в'язниці).
- Барт — кілер (1991) — ділить камеру з Бартом, але як не дивно, не намагається вбити його.
- Перше слово Ліси (1992) — з'являється у флешбеці в шоу клоуна Красті.
- Ще одне кліп шоу Сімпсонів (1994) містить фрагмент серії Чорний вдівець, де Боб і Сельма проводять свій медовий місяць.
- Мардж натикається на Боба у в'язниці у серії Поліцейська мама (2001), де він весь перемотаний бинтами просить передати Барту, що вони скоро побачаться.
- У серії Цей маленький Віггі (1998) Ральф і Барт, переглядаючи досьє злочинців в кабінеті шефа Віггама, натикаються на теку з ім'ям Тервіллігер, Р.
- Зображений на промокарточці серії Велика Мардж (2002), але в самому епізоді не з'являється.
- З'являється у заставці серії Мобільний Гомер (2005): зриває з себе маску Гомера, встає з дивана і з ножем в руці женеться за Бартом.
- Боб, який сидить у в'язниці, з'являється в музичному кліпі на пісню Do the Bartman з альбому The Simpsons Sing the Blues.
- На промокарточці до епізоду Напівідіот, шеф поліції, дружина і її Гомер (2006) журналу TV Guide Боб свердлить Барта злісним поглядом, але як би там не було, в самій серії він не з'являється.
- Фотографія Боба висить на стіні магазину коміксів, де знаходяться портрети тих, кому заборонений вхід в магазин у серії Найгірший епізод (2001).
- У серії Секс, пироги і скрип ідіота (2008) з факсу з'являється його фотографія з написом «розшукується». В кінці цієї серії Боб втікає з в'язниці.
- У серії Не весілля, а катастрофа (2009) стає підозрюваним у викраденні Гомера.
- Починаючи з серії Будь ласка, візьми моє життя (2009), Боб є постійним учасником нової заставки серіалу: він махає ножем на вулиці, якою Барт їде на скейті.
- У заставці серії Як тест був написаний (2009) з'являється в заставці, лякаючи Сімпсонів.
- У серії О брате, де подівся Барт? (2009) Боб та його брат Сесіл з'являються у сні Барта.

## Появи у коміксах
- #2. Холоднорукий Барт (1994) — Барта і Мілгауса саджають до в'язниці, Бартові вдається втекти, але він зустрічає Боба. Боб втікає разом з Бартом, перевдягається у одяг працівника кафе, але Барт видає його поліції.
- #46. Ангели з жовтими обличчями (1999) — Другого Номера Боба випускають за умови, якщо він протягом тижня сплатить свою свободу десятьма трильйонами доларів. Не знаючи, де заробити стільки грошей, Боб створює секретну школу злочинців, до якої потрапляє Барт. Боб вигадує план, як отримати гроші. Він викрадає містера Бернса, але Барт зупиняє його електрошоком, а Ліса викликає поліцію.
- #77. Боб з багатьма обличчями (2002) — Боба знову випускають на свободу, Барт і Ліса не довіряють йому і починають стежити за ним. Другий Номер Боб нападає на Барта, але його рятує Другий Номер Мел.
- #108. Великий будинок Гомер (2005) — Боб допомагає Гомерові втекти з в'язниці.
- #123. Удар заради помсти (2006) — Другий Номер Боб змушує усіх одягатися як він і вбити Барта, але той викриває план Боба.

## Цікаві факти
- Боб — один з небагатьох персонажів Сімпсонів, який не має стандартного, постійно ношеного одягу. У різних епізодах він одегнений по-різному, відповідно до обставин.
- Також Боб — один з небагатьох мешканців Спрінгфілда, в яких є брови.
- У серіалі він один з небагатьох, хто має власну музичну тему: щоразу за його появи лунає один і той самий музичний фрагмент. Це музичний фрагмент з фільму «Міс Страх» (1991) з Робертом Де Ніро; власне епізод «Міс страху» (1993) — це пародія на даний фільм.
- Боб набагато талановитіший, ніж Красті, і сам клоун це теж визнає.
- Відомий і талант Боба переконувати. Єдиний, хто жодного разу не повірив у його виправлення — Барт.
- Ліса Сімпсон неодноразово зривала плани Боба разом зі своїм братом, а у його викритті в Італії була винна вона одна; проте, Боб мріє помститися Барту, а Лісу не переслідує, навіть відноситься до дівчинки з симпатією.
- Тюремний номер Боба — 24601, той самий номер належав Жану Вальжану, персонажеві роману Віктора Гюго «Знедолені». Це число неодноразово використовувалося в художніх творах інших авторів, у тому числі і в інших серіях Сімпсонів: воно написане на тюремній робі Мардж у серії «Мардж посадили» (1993) і на шоломі директора Скіннера у серії «Перукарський квартет Гомера» (1993).
- Сусіди по камері Боба змінюються, але найчастіше разом з ним сидить Снейк Джейлберд на прізвисько «Гадюка».
- Спочатку зачіска Боба була задумана у афро-стилі, але творці серіалу визнали, що волосся-пальма додасть образу Боба додаткові демонічні штрихи. У серії «Похорон для диявола» (2007) вперше з'являються батьки Боба, і стає зрозумілим, що свою зачіску він успадкував від матері. Брат Боба носить схожу зачіску, але його «пальма» значно менша і має зовсім інший колір.
- Коли Боб зустрічається з Сімпсонами, важко визначити, хто більше наляканий такою зустріччю: лиходій чи його вороги.
- Примітно, що інколи Боб дійсно збирається зав'язати з лиходійськими планами і почати нове нормальне життя, але Барт і Ліса обов'язково заважають йому.